# Hiérarque (fascisme)
Pour les articles homonymes, voir Hiérarque.
Le hiérarque, (italien : Gerarca) désignait une personne qui occupe une position élevée au sein de l'organisation du Parti national fasciste (PNF).
Le terme est officiellement utilisé à partir de 1929 pour désigner les dirigeants du PNF, placés dans une hiérarchie dirigée par Benito Mussolini.
Les plus hauts responsables, à commencer par le secrétaire fédéral, étaient membres de droit du Conseil national du PNF puis, à partir de 1939, de la Chambre des faisceaux et des corporations. Le secrétaire et les deux secrétaires adjoints du PNF étaient membres de droit du Grand Conseil du Fascisme.
Dans le statut de 1938, le dernier adopté par le P.N.F., l'article 12 stipulait :
« I Gerarchi del PNF sono:
- il capo-nucleo. »

« Les hiérarques du PNF sont :
- le Secrétaire du PNF ;
- les membres de la Direction nationale du PNF ;
- les inspecteurs du PNF ;
- le secrétaire fédéral ;
- les membres du Directoire fédéral ;
- les inspecteurs fédéraux ;
- le secrétaire politique du Faisceau combattant ;
- les membres de la Direction des Faisceaux Combattants ;
- le syndic du groupe fasciste de district ;
- les membres du Conseil régional du groupe fasciste ;
- le chef de section ;
- le chef de groupe. »

## Ras
Un Ras (du titre éthiopien homonyme) était un hiérarque dominant une province. Ainsi, Italo Balbo était le Ras de Ferrare et Roberto Farinacci le Ras de Crémone.